# NGC 2113
NGC 2113 (другое обозначение — ESO 57-EN36) — рассеянное скопление с эмиссионной туманностью в созвездии Золотая Рыба.
Этот объект входит в число перечисленных в оригинальной редакции «Нового общего каталога».
Джон Гершель наблюдал объект пять раз. Во время четырёх своих наблюдений он видел звёзды в NGC 2113 или описывал объект как звёздное скопление. На изображениях DSSR2 NGC 2113 выглядит как туманность со звёздами, которая сужается на восточном краю.